# Zhuhai Open
EL Zhuhai Open es un torneo profesional de tenis. Pertenece al ATP Challenger Series. Celebrado en Zhuhai, China desde 2016 para los hombres y desde 2015 para las mujeres.

## Resultados Challenger

### Individuales masculinos
| Año  | Campeón         | Finalista       | Resultado     |
| ---- | --------------- | --------------- | ------------- |
| 2016 | Thomas Fabbiano | Zhang Ze        | 5–7, 6–1, 6–3 |
| 2017 | Evgeny Donskoy  | Thomas Fabbiano | 6–3, 6–4      |

### Dobles masculinos
| Año  | Campeones               | Finalistas                | Resultado        |
| ---- | ----------------------- | ------------------------- | ---------------- |
| 2016 | Gong Maoxin Yi Chu-huan | Hsieh Cheng-peng Wu Di    | 2–6, 6–1, [10–5] |
| 2017 | Gong Maoxin Zhang Ze    | Ruan Roelofse Yi Chu-huan | 6–3, 7–64        |

## Resultados ITF

### Individuales femeninos
| Año                    | Campeona         | Finalista    | Resultado      |
| ---------------------- | ---------------- | ------------ | -------------- |
| ↓ Torneos de $50,000 ↓ |                  |              |                |
| 2015                   | Chang Kai-chen   | Zhang Yuxuan | 4–6, 6–1, 7–60 |
| 2016                   | Olga Govortsova  | İpek Soylu   | 6–1, 6–2       |
| ↓ Torneos de $60,000 ↓ |                  |              |                |
| 2017                   | Denisa Allertová | Zheng Saisai | 6–3, 2–6, 6–4  |

### Dobles femeninos
| Año                    | Campeonas                        | Finalistas                           | Resultado        |
| ---------------------- | -------------------------------- | ------------------------------------ | ---------------- |
| ↓ Torneos de $50,000 ↓ |                                  |                                      |                  |
| 2015                   | Xu Shilin You Xiaodi             | Irina Khromacheva Emily Webley-Smith | 3–6, 6–2, [10–4] |
| 2016                   | Ankita Raina Emily Webley-Smith  | Guo Hanyu Jiang Xinyu                | 6–4, 6–4         |
| ↓ Torneos de $60,000 ↓ |                                  |                                      |                  |
| 2017                   | Lesley Kerkhove Lidziya Marozava | Lyudmyla Kichenok Nadiia Kichenok    | 6–4, 6–2         |